# Karymskoje
Karymskoje (ros. Карымское) – osiedle typu miejskiego w Rosji, w Kraju Zabajkalskim, ośrodek administracyjny rejonu karymskiego. W 2010 liczyło 13 037 mieszkańców.